# 15 Hudson Yards
Il 15 Hudson Yards (originalmente conosciuta come Tower D) è un grattacielo residenziale situato nel quartiere di Hell's Kitchen e membro del progetto di riqualificazione Hudson Yards. È in costruzione dal 2014 e si prevede che termini nel 2019. Raggiungerà un'altezza di 280 m con 70 piani e arriverà a contenere 285 appartamenti.

## Storia
La costruzione del complesso residenziale 15 Hudson Yards è iniziata il 4 dicembre 2014. Nel settembre 2015, il progetto ha ricevuto 850 milioni di dollari di finanziamenti per la costruzione dal fondo speculativo britannico The Children's Investment Fund Management. Ulteriori finanziamenti sono arrivati dalla New York State Housing Finance Agency grazie alla componente di edilizia residenziale a prezzi accessibili dell'edificio. La torre è stata completata nel febbraio 2018 e inaugurata il 15 marzo 2019. Entro gennaio 2019, circa il 60% delle unità dell'edificio era stato venduto.
Nel 2021, i potenziali inquilini a basso reddito dell'edificio hanno intentato una causa contro Related. La causa sostiene che la società abbia creato un indirizzo diverso (553 West 30th Street) per le unità a prezzi accessibili del complesso residenziale 15 Hudson Yards e che gli inquilini di tali unità non avrebbero avuto accesso agli stessi servizi di quelli delle unità a prezzi di mercato.

## Architettura
15 Hudson Yards è stato progettato da Diller Scofidio + Renfro, architetto capo e Rockwell Group, architetto capo degli interni e presenta fasce lungo la parte centrale e superiore dell'edificio per renderlo più "fluido". Ismael Leyva Architects, P.C. ha ricoperto il ruolo di architetto esecutivo. WSP è stato l'ingegnere strutturale capo; Jaros, Baum & Bolles è stato l'ingegnere MEP; mentre RWDI e Langan hanno fornito servizi di ingegneria ambientale e geotecnica.
L'edificio comprende 285 unità residenziali. Il 50° e il 51° piano sono uno spazio ricreativo di 3.700 m² (40.000 piedi quadrati) che contiene un centro acquatico con una piscina lunga 23 metri, spa, centro fitness, sala yoga, sala giochi per bambini, sale da pranzo private, sala proiezioni, lounge del golf club, cantina vini e centro business. L'edificio ospita anche lo "Skytop", una terrazza all'aperto in cima all'edificio, pubblicizzata come la terrazza residenziale esterna più alta di New York.
La torre è integrata con The Shed, un luogo culturale alla base della torre.